# Skarfjellet
Le Skarfjellet est une montagne de Norvège, culminant à 1 790 m et située dans la chaîne du Trollheimen, dans la commune de Sunndal, dans le comté (fylke) de Møre og Romsdal.

## Géographie

### Situation

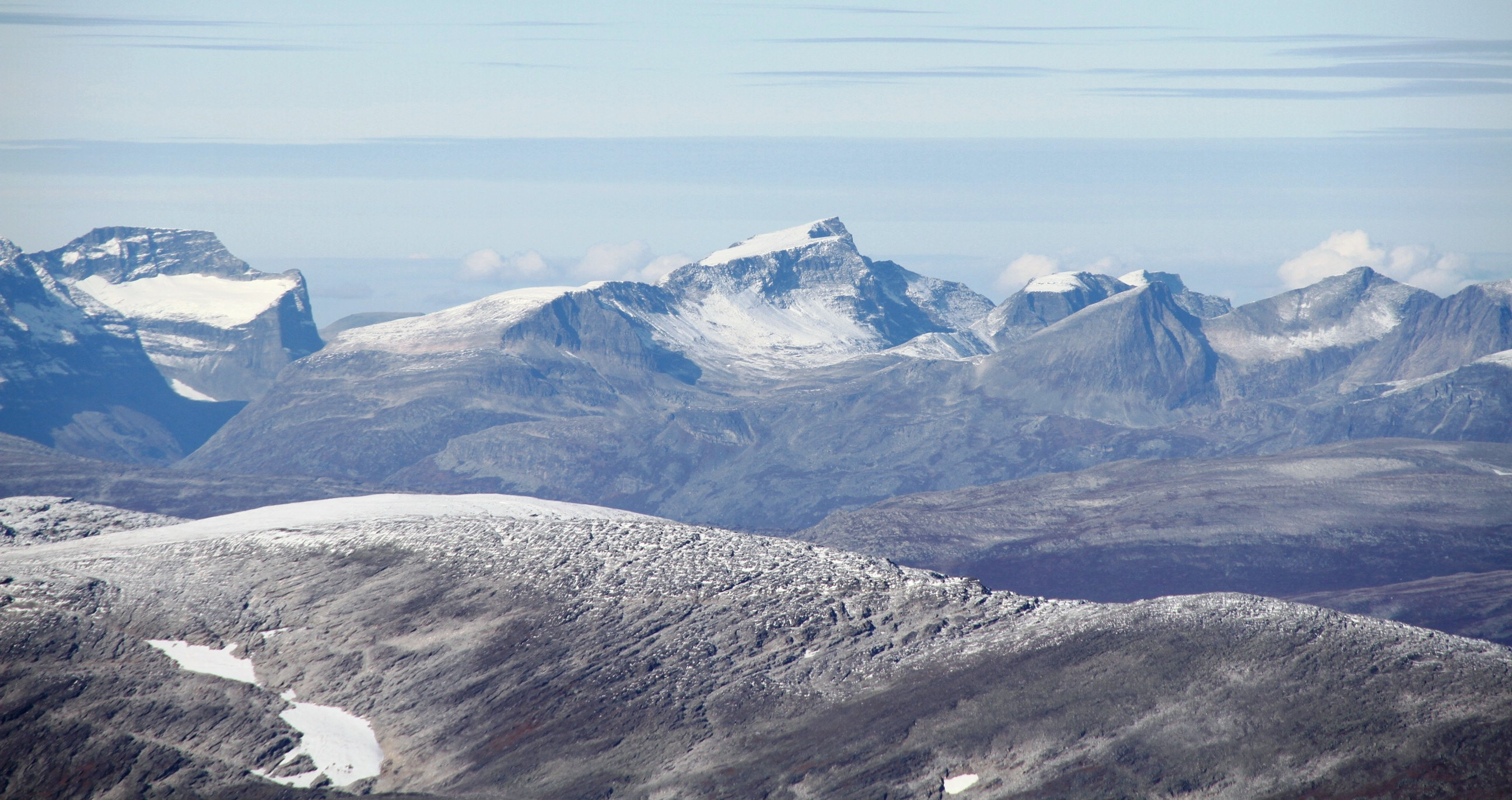
Le Skarfjellet est situé à l'extrême gauche, avec le Tåga au centre.

Le Skarfjellet est situé dans la partie sud de la vallée d'Innerdalen, juste à l'ouest de l'Innerdalstårnet, et à environ 9 km au nord-est du village de Sunndalsøra.
Le pic est situé au nord de la crête de Trolla.

## Ascension
Le sommet est une destination prisée des alpinistes norvégiens et étrangers.
Dans les années 1960, la montagne était régulièrement fréquentée par des personnalités norvégiennes renommés tels que Arne Næss ou Ralph Høibakk entre autres.